# Méduse (recueil de nouvelles)
Pour les articles homonymes, voir Méduse.
Méduse est une anthologie française de quatre nouvelles de science-fiction de Theodore Sturgeon, réunies par Marianne Leconte, avec une illustration de la page de garde de Pascal Vercken.
L'anthologie a été publiée en 1978 aux éditions Librairie des Champs-Élysées, dans la collection Le Masque Science-fiction no 75  (ISBN 2-7024-0731-5), avec une réédition en 1981.
Les nouvelles, traduites par Mary Rosenthal, relèvent du space opera, ce qu'il convient de souligner compte tenu de la date de parution de trois d'entre elles (années 1940), à un moment où la conquête spatiale n'existait pas encore.

## Nouvelles

### Méduse
- Titre original : Medusa.
- Parution originale : Février 1942 dans Astounding Science Fiction.
- Lien externe : fiche sur iSFdb.
- Place dans le recueil : p. 8 à 42.

### Il n'y a pas de défense
- Titre original : There Is No Defense.
- Parution originale : Février 1948 dans Astounding Science Fiction.
- Place dans le recueil : p. 43 à 118.
- Liens externes : 
  - Fiche sur iSFdb
  - « Fiche » sur le site NooSFere

### L'union fait la force
- Titre original : Unite and Conquer.
- Parution originale : octobre 1948 dans Astounding Science Fiction.
- Lien externe : Fiche sur iSFdb.
- Article connexe : L'union fait la force (proverbe et devise).
- Place dans le recueil : p. 119 à 186.

### Que le ciel s'entrouvre
- Titre original : It Opens the Sky Title Record.
- Parution originale : Venture Science Fiction (en), novembre 1957.
- Lien externe : fiche sur iSFdb.
- Place dans le recueil : p. 187 à 255.